# Franja Petrinović
Franja Petrinović (Novi Slankamen, 1957.) je  književnik i književni kritičar iz Vojvodine, iz Novog Sada.

## Biografija
Studirao je u Novom Sadu na Filozofskom fakultetu. Uređivao je kulturni časopis Polja, pisao je za novosadski Dnevnik, a poslije toga je bio urednikom u izdavačkoj kući Stylos.
Autor je romana i eseja.
Član je Upravnog odbora Društva književnika Vojvodine.

## Djela
- Mimezis, mimezis romana, roman, 1983.
- Tkivo, opsene: povest , roman, 1988. (n. izdanje 2001.)
- Izveštaj anđela, roman, 1997.
- Pred vratima raja, eseji, 2002.
- Poslednji tumač simetrije , roman, 2005.

## Nagrade
- nagrada Društva književnika Vojvodine za knjigu godine 1997.
- nagrada Branko Bajić 2002.
- Iskre kulture 2006.
- nagrada Laza Kostić 2006.

## Vanjske poveznice
- Hrvatska riječ Roman u književnosti vojvođanskih Hrvata, 13. veljače 2009.
- (srp.) DKV Članovi Upravnog odbora (Franja Petrinović je na slici)